# Gustaf Blomberg
Gustaf Fredrik Nikolaus Blomberg, född 29 juni 1889, död 17 juli 1949, var en svensk frikyrkoman.
Blomberg blev filosofie kandidat 1920 och 1913 lärare vid Svenska missionsförbundets teologiska seminarium på Lidingö. Han var från 1939 tillförordnad och från 1943 skolans ordinarie rektor. Blomberg var ledamot av Svenska söndagsskolrådet, Världssöndagsskolförbundets exekutivkommitté och ordförande i Svenska missionsförbundets söndagsskolkommitté. 1922 och 1924 företog han studieresor till Palestina och utgav flera böcker om de arkeologiska utgrävningarnas betydelse för kännedomen och de bibliska förhållandena: De senaste utgrävningarna i Palestina (1932, 2:a upplagan 1934), Färder och fynd i Pauli fotspår (3 band, 1930-1946), Abrahams stad - Det kaldeiska Ur (1931, 2:a upplagan 1934), Spaden och bibeln (1936), Till Betlehem (1937), Babel - fångenskapens stad (1941), Till Österland (1942) och Från Bibelns länder och folk (1945).